# Дерево росте в Брукліні
«Дерево росте в Брукліні» (англ. A Tree Grows in Brooklyn) — американська драма режисера Еліа Казана 1945 року.

## Сюжет
Фільм за романом Бетті Сміт, в якому дівчинка Френсі намагається зберегти свій ідеалізм в умовах крайньої убогості перед Першою світовою.

## У ролях
- Дороті Макгвайр — Кеті Нолан
- Джоан Блонделл — тітка Сіссі
- Джеймс Данн  — Джонні Нолан
- Ллойд Нолан — офіцер Макшейн
- Джеймс Глісон — Мак-Гарріті
- Тед Дональдсон — Нілі Нолан
- Пеггі Енн Гарнер — Френсі
- Рут Нельсон — міс Мак-Доновг
- Джон Александр — Стів Едвардс
- Б. С. Паллі — продавець різдвяних ялинок
- Мікі Кун — хлопчик на різдвяній ялинці